# Ohio County, Indiana
Ohio County är ett administrativt område i delstaten Indiana, USA. År 2010 hade countyt 6 128 invånare. Den administrativa huvudorten (county seat) är Rising Sun. 

## Geografi
Enligt United States Census Bureau har countyt en total area på 227 km². 225 km² av den arean är land och 2 km² är vatten. 

### Angränsande countyn
- Dearborn County - norr
- Boone County, Kentucky - öst
- Switzerland County - söder
- Ripley County - nordväst